# Antipyrese
Die Antipyrese ist die symptomatische Behandlung des Fiebers durch Medikamente oder kühlende äußere Anwendungen.

## Geschichte
Schon in vorchristlichen Zeiten wurden fiebernde Menschen äußerlich gekühlt. Weidenblätter und -rinde wurde ebenfalls schon von den alten Ägyptern und assyrischen Ärzten verwendet, um Fieber und Schmerzen zu mildern. Dies wurde ebenfalls von Hippokrates empfohlen. Weidenrinde enthält Salicylsäure. Die alten Römer, die alten Chinesen, die amerikanische indigene Bevölkerung und südafrikanische Khoi Khoi kannten deren schmerzlindernde und fiebersenkenden Eigenschaften.
1849 isolierte der französische Pharmazeut Henri Leroux erstmals reines Salicin aus der Weide und zeigte dessen antipyretische Eigenschaften. 1858 hydrolysierte der italienische Chemiker Raffaele Piria Salicin zu Salicylalkohol und Salicylsäure. 1874 beschrieb der Deutsche Hermann Kolbe die chemische Struktur der Salicylsäure und produzierte sie erstmals industriell als Natriumsalicylat, das schnell populär wurde zur Behandlung einer Reihe entzündlicher Erkrankungen, aber unangenehm schmeckte. Dies verbesserte 1897 der deutsche Chemiker Felix Hoffmann, ein Angestellter der Firma Bayer AG, als er den Ausgangsstoff zu Acetylsalicylsäure acetylierte, was 1899 als Aspirin patentiert wurde.
Im 19. Jahrhundert wurde noch eine Reihe anderer antipyretischer Wirkstoffe entdeckt und in die Medizin eingeführt: 1887 das Phenacetin, 1888 das Paracetamol, 1896 das Pyramidon, 1949 das Phenylbutazon, 1963 das Indometacin. Bis 1971 war wenig bekannt über die Mechanismen, durch die Acetylsalicylsäure und die anderen Medikamente ihre Wirksamkeit entfalteten. Erst in den 1960er- und 1970er-Jahren wurden antipyretische Wirkstoffe als Hemmstoffe der Cyclooxygenasen erkannt und ihre Wirkung damit auch auf biochemischer Ebene verständlicher.